# Aleqa Hammond
Aleqa Hammond (Narsaq, 23 de septiembre de 1965) es una política groenlandesa. Fue líder del partido Siumut y primera ministra de Groenlandia tras las elecciones parlamentarias de 2013 de Groenlandia.

## Biografía
Nacida en Narsaq, Hammond creció en Uummannaq. Su padre, Piitaaraq Johansen, murió en una cacería al caer al hielo cuando ella tenía siete años. Acudió a la Escuela Ártica Nunavut en Iqaluit entre 1989 y 1991. Después estudió en la Universidad de Groenlandia desde 1991 hasta 1993.
En 1993, empezó a trabajar en el área turística en la zona de Disko Bay como coordinadora regional. En 1995 ascendió en la empresa para luego trabajar para Turismo de Nuuk desde 1996 a 1999. Entre 1999 y 2003 fue comisaria del Consejo Inuit Circumpolar y además trabajó en 2002 en los Juegos Árticos de Invierno. Desde 2004 a 2005 trabajó para la industria turística de Qaqortoq. En 2005 fue elegida diputada y consiguió convertirse en Ministra de Familia y Justicia. En 2007 logró la cartera de Finanzas y Asuntos Exteriores, pero dimitió en 2008 como protesta al tamaño del déficit presupuestario del gobierno.
Después de la derrota de su partido en 2009, remplazó al saliente primer ministro Hans Enoksen como líder del partido. En las elecciones de 2013 recibió una gran cantidad de votos. Como primera ministra sus objetivos son un país independiente. Declaró: «Estamos hablando de construir una nación a un nivel mental. Vamos a defendernos como pueblo y exigiremos lo que es nuestro por derecho. Nos responsabilizaremos de nosotros mismos y nuestras familias y como políticos nos responsabilizaremos de nuestro país.» Un año después dejó de ser primera ministra.

## Carrera Política
Fue elegida por primera vez para el Parlamento de Groenlandia en noviembre de 2005 y fue nombrada Ministra de Familias y Justicia. En 2007, asumió el cargo de Ministra de Finanzas y Asuntos Exteriores, pero renunció en 2008, oficialmente en protesta por el tamaño del déficit presupuestario del gobierno.
Después de que Siumut perdiera las elecciones de 2009, reemplazó a Hans Enoksen como líder del partido. En las elecciones de 2013, obtuvo el mayor número de votos personales en la historia. Como primera ministra, expresó su esperanza de ver a Groenlandia convertirse en un país independiente. Dijo: “Estamos hablando de construir una nación a nivel mental. Nos levantaremos como pueblo y exigiremos lo que legítimamente nos pertenece. Asumiremos la responsabilidad de nosotros mismos y de nuestras familias. Y como políticos, asumiremos la responsabilidad de nuestro país”.
El 1 de octubre de 2014, tomó una licencia debido a que estaba siendo investigada por un escándalo de gastos. Kim Kielsen asumió como primer ministro interino y también la sucedió como líder del partido Siumut. Posteriormente, Kielsen la reemplazó de manera permanente.
En 2015, fue elegida para el Folketing (Parlamento danés) en las elecciones generales. Con 3,745 votos, obtuvo el mayor número de votos personales en Groenlandia. Fue expulsada de Siumut el 23 de agosto de 2016 tras un caso de abuso de su tarjeta de crédito del Folketing para gastos privados y se convirtió en independiente. En 2017, asumió la presidencia del Comité de Groenlandia tras un acuerdo para apoyar al gobierno de centroderecha.
El 31 de marzo de 2018, anunció su candidatura al Parlamento de Groenlandia por Nunatta Qitornai, una escisión de Siumut.